# Rubí (película)
Rubí es una película mexicana de 1970, protagonizada por Irán Eory, Aldo Monti y Carlos Bracho, dirigida por Emilio Gómez Muriel, y adaptada y codirigida por Carlos Enrique Taboada.
La película está basada en la historieta homónima escrita por Yolanda Vargas Dulché, también basada en la telenovela del mismo nombre.
Además, para esta cinta la actriz austriaca Irán Eory fue doblada por la actriz mexicana Norma Lazareno, esto debido al acento español que la intérprete tenía luego de pasar una temporada en España antes de su llegada a México. 

## Argumento
Rubí es una joven agraciada que sufre de pobreza, pero muy ambiciosa. Vive con su madre y su hermana Cristina, quien paga sus estudios universitarios. Su mejor amiga es su compañera Maribel, quien tiene un defecto en su pierna derecha al padecer de polio cuando era niña. Esta vive con su padre, un hombre rico, y con su nana Toña. Rubí siente envidia hacia Maribel por su posición económica. Maribel tiene un novio por correspondencia, César Valdés, que es ingeniero y viene a conocerla acompañado de su mejor amigo Alejandro del Villar, que es médico. Ambos estudiaban en el extranjero. Inmediatamente Rubí se siente atraída por César, porque es guapo y tiene dinero, no así por Alejandro por este ser de origen humilde. Sin embargo Alejandro se da cuenta de que Rubí no es sincera, que odia a Maribel y se lo recrimina. Le advierte a César que Rubí puede destruir su dicha antes de que se realice. Maribel y César planifican su matrimonio. Rubí con su coquetería comienza a atraer a César y se enamora perdidamente de ella, se lo confiesa a Alejandro, este le aconseja que debe casarse con Maribel y olvidar a Rubí por la que sólo siente deseo. Rubí logra poner a César en contra de Alejandro, le hace ver que Alejandro trató de abusar de ella. César golpea a Alejandro y le dice que no lo quiere volver a ver. En su oficina, César le propone a Rubí que se vaya con él a Perú, Rubí acepta. Maribel que viene a ver a César escucha todo. Rubí y César se escapan, antes de tomar el avión su hermana Cristina la maldice y la abofetea. Maribel, después de un tiempo encerrada, visita a Alejandro en el hospital donde trabaja y este le ofrece trabajo como voluntaria. Lejos de todos, Rubí se hace adicta a los juegos de azar. César tiene un accidente, cae de lo alto del edificio que construye y queda en silla de ruedas. Maribel conoce al Dr. Cuevas en el hospital donde trabaja, se enamoran y se casan. Rubí sigue jugando y deja en la ruina a César, él necesita operarse, pero no tienen dinero y deciden regresar a México. Rubí busca a Alejandro, le cuenta lo que le ocurrió a César, así consigue engañarlo con su coquetería e inician un romance, sin embargo Rubí termina enamorándose de Alejandro, y con miedo a que la relación de ellos termine, le pide a Alejandro que mate a César, y entonces él recuerda toda la maldad de Rubí y termina la relación. No sin antes de la cirugía, Rubí le dice de manera descarada a su marido que tiene un romance con Alejandro, conversación escuchada por la enfermera, Eloísa. Eso deja decaído a César, quien se deja morir durante la operación. Alejandro, tras enterarse de lo que Rubí había hecho, la enfrenta y en medio de la discusión esta cae del edificio provocándole serias lesiones en el rostro. En el hospital, una arrepentida y moribunda Rubí le pide perdón a Alejandro, mientras que este decide hacer su vida al lado de Eloísa, a quien ama en verdad.

## Reparto
- Irán Eory como Rubí Pérez
  - Norma Lazareno como dobladora de voz de Rubí Pérez (no acreditada)
- Aldo Monti como Alejandro del Villar
- Carlos Bracho como César Valdés
- Alicia Bonet como Maribel de la Fuente
- Miguel Ángel Álvarez como Sr. Rodríguez Quintanilla
- Adriana Roel como Eloísa
- Rosa María Gallardo como Cristina Pérez
- Alfonso Mejía como Dr. Cuevas
- Carlos Agostí como Dr. Beltrán
- Fanny Schiller como Toña
- Sara Guasch como mamá de Rubí
- Julián de Meriche como joyero
- Raúl Meraz como padre de Maribel

## Adaptaciones

### Historieta
- Rubí (1963) historieta escrita por Yolanda Vargas Dulché y dibujada por Antonio Gutiérrez en la revista Lágrimas, risas y amor.

### Televisión
- Rubí (1968), telenovela producida por Valentín Pimstein para Televisa, protagonizada por Fanny Cano.
- Rubí (2004), telenovela producida por José Alberto Castro para Televisa, protagonizada por Bárbara Mori.
- Rubí (2010), telenovela filipina producida por ABS-CBN y protagonizada por Angelica Panganiban.
- Rubí (2020), serie de televisión producida por W Studios en colaboración con Lemon Studios para Televisa. Protagonizada por Camila Sodi.